# 瓦尔普里永德
瓦尔普里永德（法語：Valprionde，法語發音：[valpʁijɔ̃d]）是法国洛特省的一个旧市镇，位于该省西南部，属于卡奥尔区。2016年1月1日，瓦尔普里永德和相邻的另外4个市镇合并为新市镇白色凯尔西地区蒙屈克。

## 地理
瓦尔普里永德（44°20'56"N, 1°7'9"E）面积15.92 平方千米，位于法国奧克西塔尼大區洛特省，该省份为法国西南部内陆省份，北起顺时针与科雷兹省、康塔爾省、阿韦龙省、塔恩-加龙省、洛特-加龍省和多尔多涅省接壤。
与瓦尔普里永德接壤的市镇（或旧市镇、城区）包括：贝尔韦兹、凯尔西地区布洛克、凯尔西地区蒙泰居、贝尔蒙泰、勒布雷伊、圣克鲁瓦。
瓦尔普里永德的时区为UTC+01:00、UTC+02:00（夏令时）。

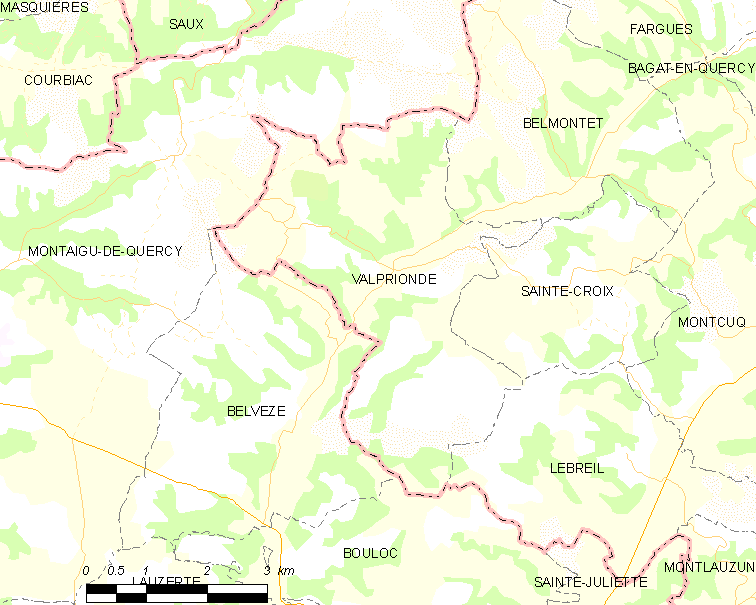
瓦尔普里永德的OSM定位图

## 行政
瓦尔普里永德的邮政编码为46800，INSEE市镇编码为46326。

## 政治
瓦尔普里永德所属的省级选区为吕泽什县。

## 人口

1962-2008年间瓦尔普里永德人口变化图示

瓦尔普里永德于2018年1月1日时的人口数量为126人。